# San Fernando (La Union)
San Fernando is een stad in de Filipijnse provincie La Union in het noordwesten van het eiland Luzon. De stad is de hoofdstad van de provincie La Union en de regio Ilocos Region. Bij de laatste census in 2007 had de stad bijna 115 duizend inwoners.

## Geografie

### Bestuurlijke indeling
San Fernando is onderverdeeld in de volgende 59 barangays:
| - Abut - Apaleng - Bacsil - Bangbangolan - Bangcusay - Barangay I - Barangay II - Barangay III - Barangay IV - Baraoas - Bato - Biday - Birunget - Bungro - Cabaroan (Negro) - Cabarsican - Cadaclan - Calabugao - Camansi - Canaoay | - Carlatan - Catbangen - Dallangayan Este - Dallangayan Oeste - Dalumpinas Este - Dalumpinas Oeste - Ilocanos Norte - Ilocanos Sur - Langcuas - Lingsat - Madayegdeg - Mameltac - Masicong - Nagyubuyuban - Namtutan - Narra Este - Narra Oeste - Pacpaco - Pagdalagan - Pagdaraoan | - Pagudpud - Pao Norte - Pao Sur - Parian - Pias - Poro - Puspus - Sacyud - Sagayad - San Agustin - San Francisco - San Vicente - Santiago Norte - Santiago Sur - Saoay - Sevilla - Siboan-Otong - Tanqui - Tanquigan |

## Demografie
San Fernando had bij de census van 2007 een inwoneraantal van 114.813 mensen. Dit zijn 12.731 mensen (12,5%) meer dan bij de vorige census van 2000. De gemiddelde jaarlijkse groei komt daarmee uit op 1,63%, hetgeen lager is dan het landelijk jaarlijks gemiddelde over deze periode (2,04%). Vergeleken met de census van 1995 is het aantal mensen met 22.870 (24,9%) toegenomen.

De bevolkingsdichtheid van San Fernando was ten tijde van de laatste census, met 114.813 inwoners op 106,88 km², 1074,2 mensen per km².

## Geboren in San Fernando
- Nicolas Zafra (21 december 1892), historicus (overleden 1979);
- Lucrecia Kasilag (31 augustus 1918), Filipijns componiste, muziekpedagoog en dirigent en sinds 1989 Nationaal Artiest van de Filipijnen. (overleden 2008)